# Брякин, Павел Константинович
Павел Константинович Брякин (1922—1960) — старшина Советской Армии, участник Великой Отечественной войны, Герой Советского Союза (1944).

## Биография
Родился в 1922 году в селе Большой Барандат (ныне — Тисульский район Кемеровской области) в крестьянской семье. В 1931 году вместе с семьёй переехал в посёлок Шимановск Амурской области. Получил начальное образование, работал токарем в железнодорожном депо. В феврале 1942 года был призван на службу в Рабоче-крестьянскую Красную Армию. К сентябрю 1943 года гвардии ефрейтор Павел Брякин был наводчиком 76-миллиметрового орудия 202-го гвардейского стрелкового полка 68-й гвардейской стрелковой дивизии 40-й армии Воронежского фронта. Отличился во время освобождения Украинской ССР.
28 сентября 1943 года у села Балыко-Щучинка Кагарлыкского района Киевской области во время отражения немецкой контратаки лично уничтожил 2 пулемёта противника. 2 октября во время очередной контратаки батальона пехоты и 14 бронемашин его орудие было повреждено, а весь расчёт вышел из строя, однако он сумел исправить повреждение и продолжил вести огонь, уничтожив несколько десятков и средний танк.
Указом Президиума Верховного Совета СССР «О присвоении звания Героя Советского Союза генералам, офицерскому, сержантскому и рядовому составу Красной Армии» от 10 января 1944 года за «образцовое выполнение боевых заданий командования на фронте борьбы с немецко-фашистскими захватчиками и проявленные при этом отвагу и геройство» был удостоен высокого звания Героя Советского Союза с вручением ордена Ленина и медали «Золотая Звезда» за номером 1928.
В 1944 году вступил в ВКП(б). В 1946 году был демобилизован в звании старшины. Проживал в Челябинске, работал рентгенологом по металлу на заводе имени Орджоникидзе, затем слесарем и токарем на трубопрокатном заводе. Умер 15 августа 1960 года, похоронен на Успенском кладбище Челябинска.
Был также награждён рядом медалей. 
На доме, где в Челябинске проживал Брякин, установлена мемориальная доска.